# Mitreola pedicellata
Mitreola pedicellata är en tvåhjärtbladig växtart som beskrevs av George Bentham. Mitreola pedicellata ingår i släktet Mitreola och familjen Loganiaceae. Inga underarter finns listade i Catalogue of Life.